# Narząd pozaczułkowy
Narząd pozaczułkowy (łac. organon postantenalle, ang. postantennal organ) – narząd występujący na głowie skoczogonków.
Narząd pozaczułkowy to rodzaj modyfikacji kutykularnej i położony jest zwykle za panewkami czułków. Przybiera różnorodną formę: od okrągłego wgłębienia po skupisko guzków.
Pierwotna forma tego narządu to kulisty lub owalny, niski wzgórek położony zwykle w niewielkim zagłębieniu przed wyniesieniem, na którym osadzone są oczy. Pokryty jest cienką i gładką, chitynową błonką. Od takiego wzgórka środkowego odchodzą wtórne pęcherzykowate uwypuklenia, które mogą się stykać bokami lub być od siebie oddzielone. W bardziej zaawansowanej formie wtórne pęcherzyki układają się koliście wokół wzgórka środkowego lub w dwóch rzędach wzdłuż jego boków. Wtórne pęcherzyki niejednokrotnie posiadają na swej powierzchni dalsze, groniastokształtne wypuklenia. Na narząd składają się komórki zmysłowe oraz kilka enveloping cells.
W tym samym zagłębieniu co ów narząd znajdować się może brodaweczkowaty wzgórek dodatkowy o ziarnistej powierzchni. Obecny jest m.in. u rodzaju Hypogastrura.
Budowa narządu przez swoją różnorodność jest ważną cechą determinacyjną.
Prawdopodobnie narząd jest chemoreceptorem, pełniącym funkcje węchowe.
Bywa utożsamiany z narządem Tömösváry’ego.